# Aine Bru

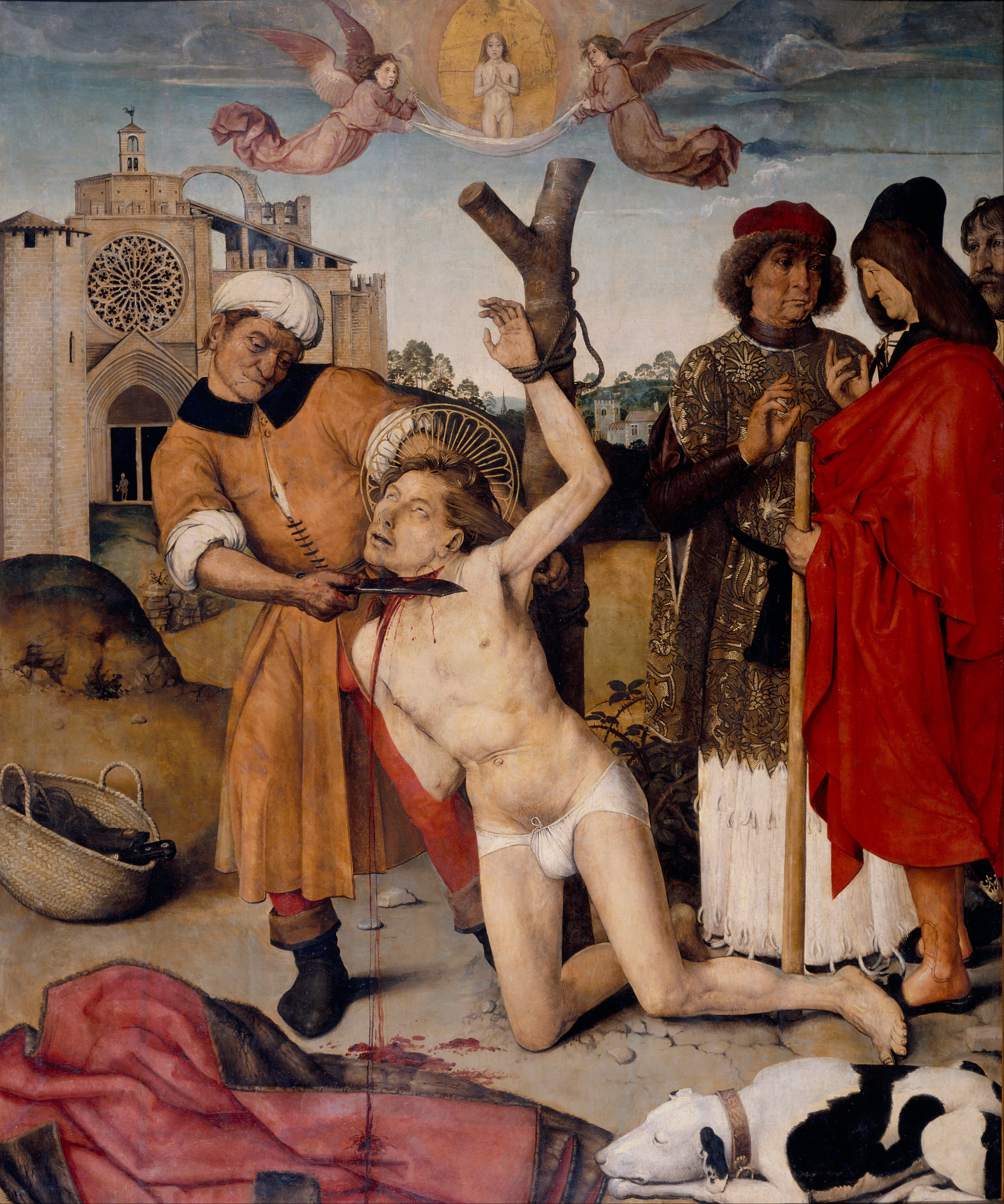
Degola de São Cucufate (1504-1507), de Aine Bru: óleo sobre madeira, 164,5 x 135,5 cm. Procedente do antigo retábulo-mor do mosteiro de Sant Cugat. Hoje a obra está no Museu Nacional de Arte da Catalunha, Barcelona. Este quadro é muito relevante para ver o estado do mosteiro em inícios do século XVI.

Aine Bru ou Ayne Bru (provavelmente uma catalanização de Hans Brün) foi um pintor renascentista do século XVI, possivelmente de origem alemã, que trabalhou na Catalunha. A sua origem pode ser de Lummen, no ducado de Brabante. Também é denominado por vezes como Lucius de Brun. O seu apelido pode sugerir também procedência da cidade de Brünn.
É basicamente connhecido porque em 1502 foi contratado para pintar o retábulo do altar-mor da igreja do mosteiro de Sant Cugat, tendo-lhe sido pago um soldo avultado entre 1504 e 1507.
Na tábua central, Bru descreveu o martírio de São Cucufate com um realismo enorme. O executor corta a garganta do santo enquanto este permanece atado a um tronco. Perto surge uma faca (num cesto) e um cão que dorme pacificamente (este cão foi utilizado por Salvador Dalí para uma pintura chamada Dalí contemplando un desnudo ou Dalí Dalí Dalí). No fundo, o artista inclui anacronicamente o mosteiro de Sant Cugat tal como estava na época da pintura. Este facto, como se fosse uma fotografia, foi importantíssimo para saber exactamente como estava naquela época o processo de construção do mosteiro. Actualmente o quadro está exposto no Museu Nacional de Arte da Catalunha. 

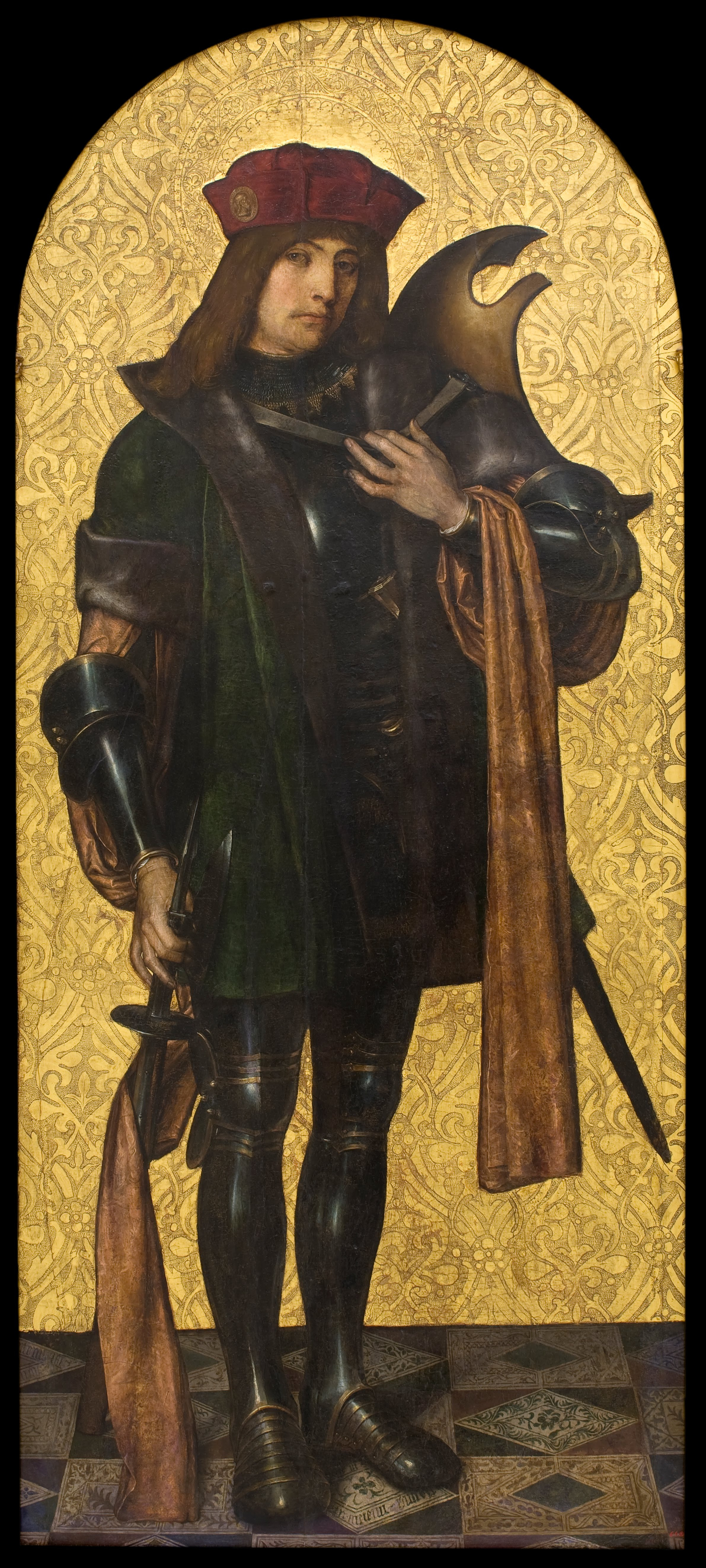
São Jorge, por vezes identificado como São Cândido (1502-1507), exposto no MNAC.

Noutra tábua junta ilustra-se São Jorge (por vezes identificado como São Cândido ou simplesmente como Guerreiro Santo). Esta também se encontra no mesmo museu.